# نبرد ماکسن
نبرد ماکسن (انگلیسی: Battle of Maxen) نبردی بود که در زمان جنگ هفت ساله و در ۲۱ نوامبر ۱۷۵۹ میان امپراتوری هابسبورگ و پادشاهی پروس در ماکسن, زاکسن در آلمان کنونی رخ داد.
سپاهیان پروس به فرماندهی فریدریش آگوست فون فینک برای تهدید خطوط ارتباطی ارتش اتریش در میان درسدن و بوهم به محل اعزام شدند.فیلدمارشال کنت لئوپولد یوزف فون داون در ۲۰ نوامبر ۱۷۵۹ به همراه ۴۰٬۰۰۰ نفر از نیروهایش به نیروهای فینک حمله کرد.روز بعد فینک و نیروهایش تسلیم شدند.